# Metzgeria angusta
Metzgeria angusta là một loài Rêu trong họ Metzgeriaceae. Loài này được Stephani mô tả khoa học đầu tiên năm 1899.